# Acrocercops walsinghami
Acrocercops walsinghami is een vlinder van de familie van de mineermotten (Gracillariidae). De wetenschappelijke naam van deze soort is voor het eerst voorgesteld als Coriscium walsinghami door Hans Rebel in een publicatie uit 1907.
De soort komt voor in Jemen.